# Chengalpattu (Distrikt)
Der Distrikt Chengalpattu (Tamil: செங்கல்பட்டு மாவட்டம்; auch Chengalpet, früher Chingleput) ist ein Distrikt des indischen Bundesstaates Tamil Nadu. Verwaltungszentrum des Distrikts ist die namensgebende Stadt Chengalpattu. In seiner heutigen Form wurde er im Jahr 2019 durch die Teilung des Distrikts Kanchipuram gebildet. Zuvor hatte bereits von 1801 bis 1997 ein Distrikt Chengalpattu (Chingleput) existiert. Dieser umfasste ein weitaus größeres Gebiet, nämlich die heutigen Distrikte Chengalpattu, Kanchipuram und Tiruvallur.

## Geografie

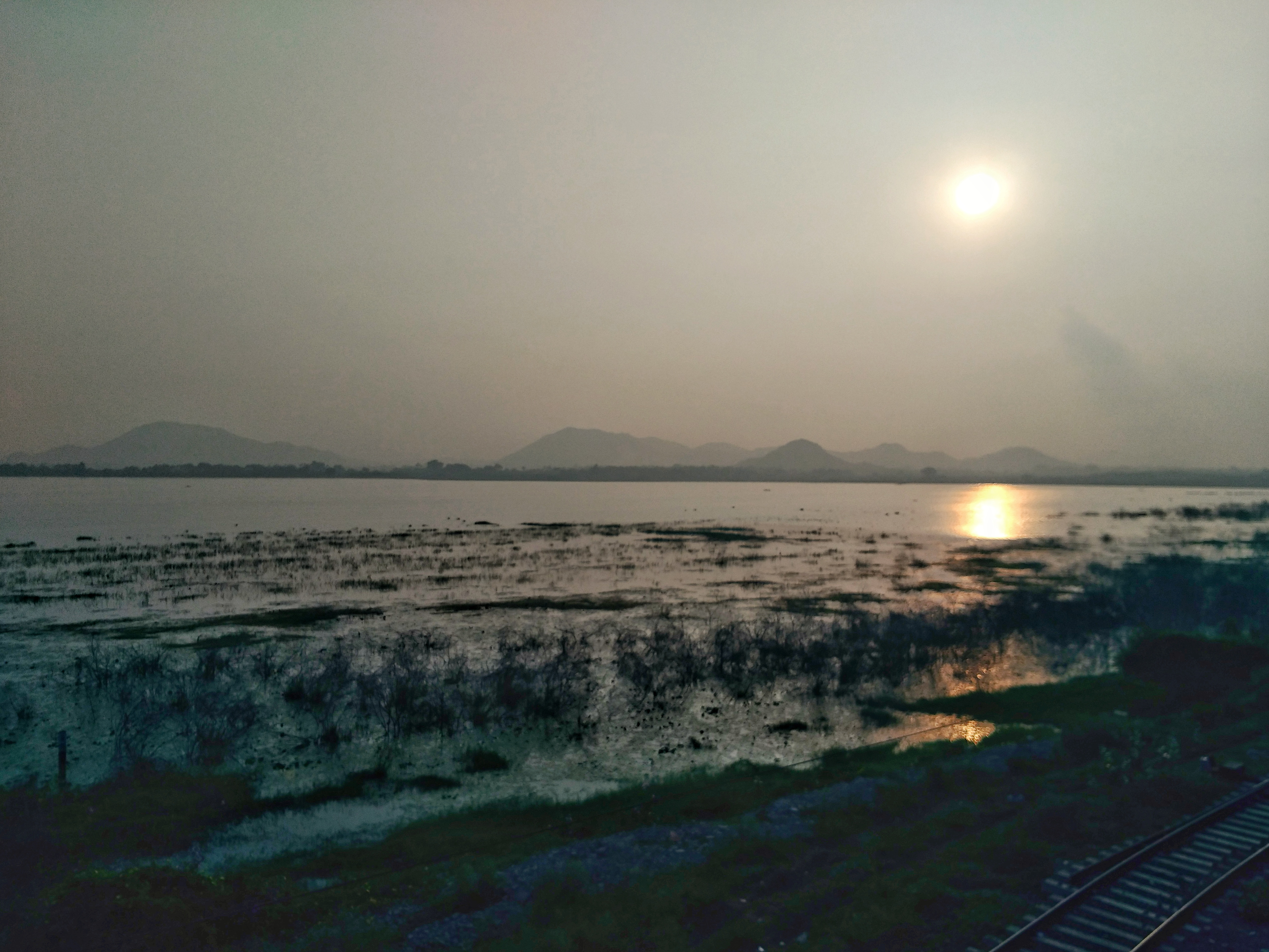
Landschaft bei Chengalpattu

Der Distrikt Chengalpattu liegt im Norden Tamil Nadus südlich der Hauptstadt Chennai. Er grenzt im Norden an Chennai, im Westen an die Distrikte Kanchipuram und Tiruvannamalai und im Süden an den Distrikt Viluppuram. Im Osten liegt die Küste des Golfs von Bengalen. Die Küstenlänge beträgt etwa 57 Kilometer. Im Jahr 2019 waren etwa 162 Quadratkilometer (ca. 6 Prozent) der Distriktfläche mit Wald bedeckt.
Das Gebiet des Distrikts Chengalpattu gehört zur Küstenebene Tamil Nadus und wird vom periodisch wasserführenden Fluss Palar durchflossen. Im Norden und Süden bilden die kleinen Flüsse Adayar bzw. Ongur abschnittsweise die natürliche Distriktgrenze. Vereinzelt erheben sich aus der ansonsten flachen Umgebung einzelne Inselberge. Der nördliche Teil des Distrikts gehört zum Einzugsgebiet Chennais. Die Metropolregion Chennai, der viertgrößte Ballungsraum Indiens, reicht in das Gebiet des Distrikts Chengalpattu hinein. Der südliche Teil des Distrikts ist dagegen deutlich ländlich geprägt.

## Geschichte
Das Gebiet des heutigen Distrikts Chengalpattu gehörte im Altertum zum Kernland des Pallava-Reiches, das vom 3. bis 9. Jahrhundert vom nahegelegenen Kanchipuram aus herrschte. In der Folge wurde das Gebiet von den Cholas, den Vijayanagar-Herrschern und den Nawabs von Arcot beherrscht, ehe es 1763 unter die Kontrolle der Britischen Ostindien-Kompanie kam. Nachdem der Nawab von Arcot 1801 die Souveränität über seine Territorien gänzlich aufgegeben hatte, wurde das Gebiet der britischen Kolonialverwaltung unterstellt und als Distrikt Chingleput (Chengalpattu) in die Präsidentschaft Madras eingegliedert. Dieser umfasste das gesamte Umland der Stadt Madras (Chennai), also ein weitaus größeres Gebiet als der heutige Distrikt Chengalpattu. Verwaltungssitz des Distrikts war Saidapet (heute ein Stadtteil von Chennai). Nach der indischen Unabhängigkeit kam der Distrikt Chengalpattu im Zuge des States Reorganisation Act 1956 an den neuformierten Bundesstaat Madras, der nunmehr die tamilischsprachigen Gebiete umfasste und 1969 in Tamil Nadu umbenannt wurde. 1969 wurde Kanchipuram zum Hauptort des Distrikts. 1997 wurde der Distrikt Chengalpattu in die beiden Distrikte Kanchipuram und Tiruvallur geteilt. In seiner heutigen Form entstand der Distrikt Chengalpattu am 29. November 2019 wieder, als er aus dem südöstlichen Teil des Distrikts Kanchipuram gelöst wurde.

## Bevölkerung
Bei der Volkszählung 2011 hatte der spätere Distrikt (in seinen Grenzen ab 2019) 2.841.572 Einwohner (1.431.166 männlich, 1.410.406 weiblich) auf einer Fläche von 2720 Quadratkilometern. Die Bevölkerungsdichte lag mit 1.045 Einwohnern pro Quadratkilometer deutlich über dem Mittelwert des Bundesstaats (555 Ew./km²). Der Urbanisierungsgrad war mit 68,55 Prozent ebenfalls deutlich höher als der Durchschnitt Tamil Nadus (48,4 Prozent).

## Verwaltungsgliederung
Der Distrikt Chengalpattu war im Jahr 2022 in drei Divisionen (Chengalpattu, Tambaram, Maduranthagam) und acht Taluks (Subdistrikte) unterteilt: * 
- Chengalpattu
- Thirukalukundram
- Thiruporur
- Tambaram
- Pallavaram
- Vandalur
- Maduranthagam
- Cheyyur

## Städte
Im Distrikt Chengalpattu gibt es acht Städte mit eigener Stadtverwaltung (Municipalities), zwölf nach dem Panchayat-System verwaltete Kleinstädte (Town Panchayats), 15 Zensusstädte (Census Towns) und eine Garnisonsstadt (Cantonment). Angegeben ist die Einwohnerzahl nach der Volkszählung 2011.
Municipalities
- Anakaputhur (48.050)
- Chengalpattu (62.579)
- Nandivaram-Guduvancheri (44.098)
- Pallavaram (215.417)
- Pammal (75.870)
- Tambaram (174.787)
- Maduranthakam (30.796)
- Maraimalainagar (81.872)

Town Panchayats
- Acharapakkam (10.362)
- Chitlapakkam (37.906)
- Edakalinadu (28.172)
- Karunguzhi (12.485)
- Madambakkam (31.681)
- Mamallapuram (15.172)
- Peerkankaranai (25.871)
- Perungalathur (37.342)
- Sembakkam (45.356)
- Tirukalukundram (29.391)
- Tiruneermalai (30.702)
- Tiruporur (13.666)

Zensusstädte
- Alapakkam (9.404)
- Koilambakkam (27.374)
- Kovalam (8.124)
- Medavakkam (29.710)
- Moovarasampettai (9.672)
- Muthukadu (7.610)
- Nedungundram (14.390)
- Polichalur (21.906)
- Pudupattinam (21.151)
- Singaperumalkoil (13.566)
- Tirusulam (14.086)
- Urapakkam (29.122)
- Vallam (7.745)
- Vandalur (16.852)
- Vengavasal (13.671)

Cantonment Board
- St. Thomas Mount-cum-Pallavaram (43.795)

## Sehenswürdigkeiten

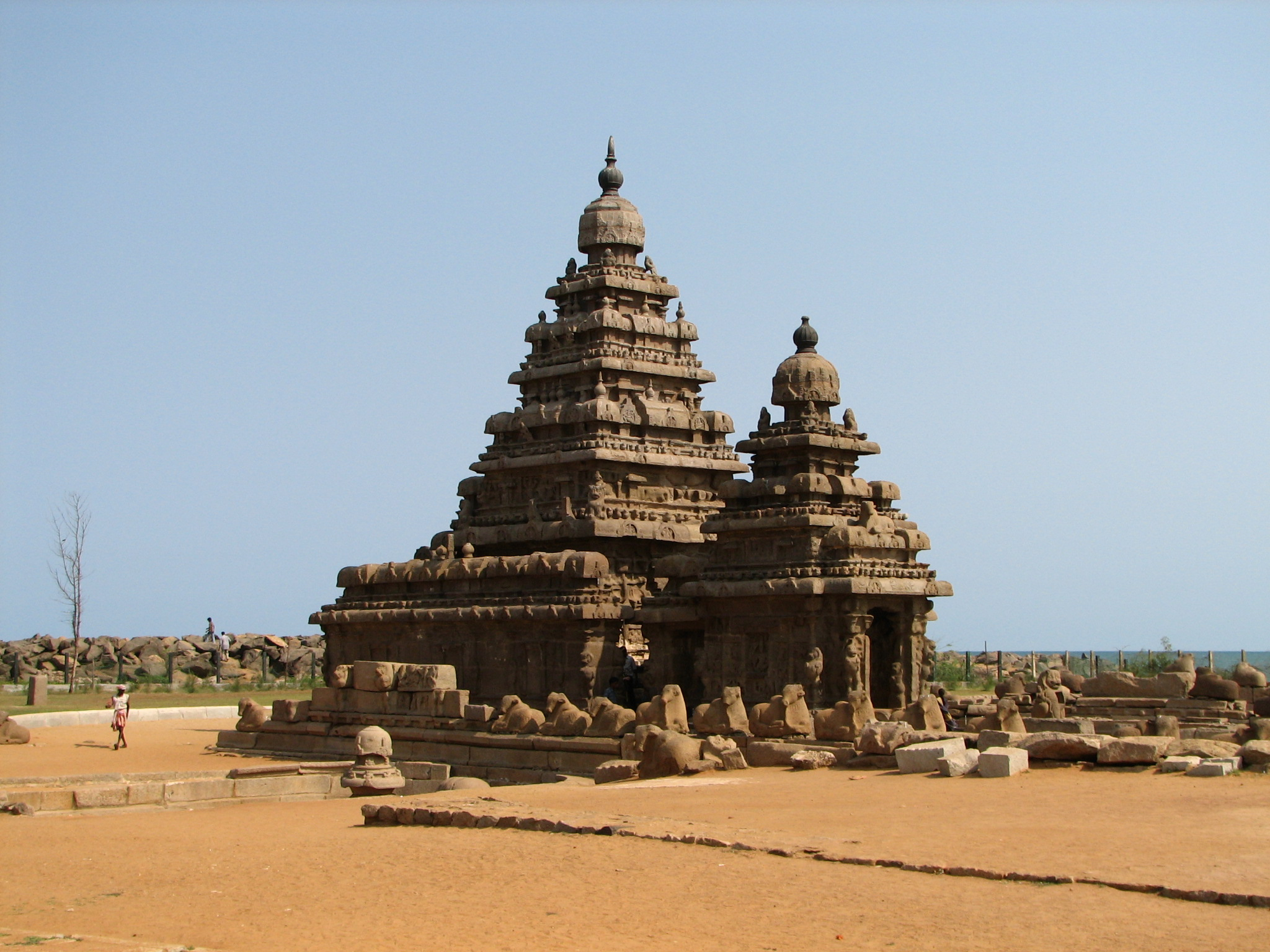
Der Küstentempel in Mamallapuram

Die wichtigste Besucherattraktion des Distrikts Chengalpattu ist der Strandort Mamallapuram (Mahabalipuram). In dem kleinen Ort findet sich eine große Zahl an Baudenkmälern aus der Pallava-Ära, darunter die „Fünf Rathas“, eine Mitte des 7. Jahrhunderts entstandene Gruppe von monolithischen Felsentempeln, der unmittelbar am Meer gelegene Küstentempel aus dem frühen 8. Jahrhundert sowie weitere aus dem Fels gehauene Schreine, Höhlentempel und Relief. Seit 1985 gehören die Baudenkmäler von Mamallapuram zum UNESCO-Weltkulturerbe.
Ebenfalls sehenswert ist die Tempelstadt Tirukalukundram, rund 16 Kilometer westlich von Mamallapuram gelegen. Hier befinden sich zwei Tempel, die dem Gott Shiva geweiht sind: Der auf der Spitze eines steilen Felsens gelegene Vedagiriswarar-Tempel sowie der größere Bhaktavatsaleswarar-Tempel am Fuße des Felsens. Die Distrikthauptstadt Chengalpattu besitzt bis auf die spärlichen Überreste eines Forts aus dem 18. Jahrhundert keine größeren Sehenswürdigkeiten.